# Goniobranchus alderi
Goniobranchus alderi is een slakkensoort uit de familie van de Chromodorididae. De wetenschappelijke naam van de soort is voor het eerst geldig gepubliceerd in 1881 door Collingwood.